# 岡山県第5区
岡山県第5区（おかやまけんだい5く）は、日本の衆議院議員総選挙における選挙区。1994年（平成6年）の公職選挙法改正で設置。

## 区域
2022年（令和4年）の公職選挙法改正で廃止され、うち吉備中央町の一部が1区に、倉敷市の一部が4区に、それ以外の全域が3区にそれぞれ編入された。
2013年（平成25年）公職選挙法改正から2022年の小選挙区改定までの区域は以下のとおりである。
- 倉敷市（旧船穂町・真備町域）
- 笠岡市
- 井原市
- 総社市
- 高梁市
- 新見市
- 真庭市（旧北房町域）
- 浅口市
- 浅口郡
- 小田郡
- 加賀郡
  - 吉備中央町（旧賀陽町域）

1994年（平成6年）公職選挙法改正から2013年の小選挙区改定までの区域は以下のとおりである。
- 笠岡市
- 井原市
- 総社市
- 高梁市
- 新見市
- 都窪郡
  - 山手村
  - 清音村
- 浅口郡
- 小田郡
- 後月郡
- 吉備郡
- 上房郡
- 川上郡
- 阿哲郡

## 歴史
中選挙区時の旧岡山2区のうち笠岡市、井原市、総社市、高梁市、新見市、都窪郡山手村・清音村、浅口郡、小田郡、後月郡、吉備郡、上房郡、川上郡、阿哲郡が選挙区域となった。その後、市町村合併があったため現在の選挙区域は笠岡市、井原市、総社市、高梁市、新見市、真庭市（旧北房町域）、倉敷市（旧船穂町・真備町域）、浅口市、浅口郡、小田郡、加賀郡吉備中央町（旧賀陽町域）となっている。
小選挙区比例代表導入時に旧2区選出の自由民主党所属議員には、加藤六月、橋本龍太郎、村田吉隆がいたが、加藤は離党し新進党に移ったため、橋本は地盤が重なる（橋本は総社市、村田は井笠地区が地盤）5区を村田に譲り、自身は加藤と対峙する4区から出馬した。
加藤六月の娘婿に当たる加藤勝信が地元、5区からの出馬を強く希望しており、六月の引退直後に行われた2000年の総選挙では民主党の公認候補として5区から出馬を試みていたものの、直前で自民党の比例代表に鞍替えしている。
また2005年の総選挙では5区からの出馬を自民党に熱望した。しかし同選挙区からは当時、国家公安委員長村田吉隆が既に立候補を表明していたため党本部は比例から出馬するよう説得した。しかし本人はこの説得を固辞し、無所属による岡山5区からの立候補を表明。自民への票が二分になるのを恐れた党本部は急遽、仲裁に乗り出しコスタリカ方式による出馬で決着させた。
第45回衆議院議員総選挙では、加藤が5区より立候補するため村田は比例に回り、結果は加藤が初当選し、民主党は花咲宏基が比例復活した事により小選挙区制導入後初めての議席を獲得した。
第46回衆議院議員総選挙以降は加藤の横綱相撲が続いており、野党は誰一人比例復活ができない状況となっている。
第50回衆議院議員総選挙では岡山県内の選挙区が5から4に削減され、当選挙区は廃止。なお、加藤は3区に移って当選を続けている。

## 小選挙区選出議員
| 選挙名                 | 年     | 当選者   | 党派       |
| ---------------------- | ------ | -------- | ---------- |
| 第41回衆議院議員総選挙 | 1996年 | 村田吉隆 | 自由民主党 |
| 第42回衆議院議員総選挙 | 2000年 | 村田吉隆 | 自由民主党 |
| 第43回衆議院議員総選挙 | 2003年 | 村田吉隆 | 自由民主党 |
| 第44回衆議院議員総選挙 | 2005年 | 村田吉隆 | 自由民主党 |
| 第45回衆議院議員総選挙 | 2009年 | 加藤勝信 | 自由民主党 |
| 第46回衆議院議員総選挙 | 2012年 | 加藤勝信 | 自由民主党 |
| 第47回衆議院議員総選挙 | 2014年 | 加藤勝信 | 自由民主党 |
| 第48回衆議院議員総選挙 | 2017年 | 加藤勝信 | 自由民主党 |
| 第49回衆議院議員総選挙 | 2021年 | 加藤勝信 | 自由民主党 |

## 選挙結果
時の内閣：第1次岸田内閣 解散日：2021年10月14日 公示日：2021年10月19日
当日有権者数：26万2936人 最終投票率：54.33%（前回比：1.82%） （全国投票率：55.93%（2.25%））
| 当落 | 候補者名   | 年齢 | 所属党派   | 新旧 | 得票数    | 得票率 | 惜敗率 | 推薦・支持 | 重複 |
| ---- | ---------- | ---- | ---------- | ---- | --------- | ------ | ------ | ---------- | ---- |
| 当   | 加藤勝信   | 65   | 自由民主党 | 前   | 102,139票 | 72.61% | ――     | 公明党推薦 | ○    |
|      | はたともこ | 55   | 立憲民主党 | 新   | 31,467票  | 22.37% | 30.81% |            | ○    |
|      | 美見芳明   | 64   | 日本共産党 | 新   | 7,067票   | 5.02%  | 6.92%  |            |      |

- 樽井は国民民主党公認で比例中国ブロック単独で立候補したが落選。

時の内閣：第3次安倍第3次改造内閣 解散日：2017年9月28日 公示日：2017年10月10日
当日有権者数：27万4649人 最終投票率：52.51%（前回比：1.61%） （全国投票率：53.68%（1.02%））
| 当落 | 候補者名 | 年齢 | 所属党派   | 新旧 | 得票数    | 得票率 | 惜敗率 | 推薦・支持 | 重複 |
| ---- | -------- | ---- | ---------- | ---- | --------- | ------ | ------ | ---------- | ---- |
| 当   | 加藤勝信 | 61   | 自由民主党 | 前   | 100,708票 | 71.29% | ――     | 公明党推薦 | ○    |
|      | 樽井良和 | 50   | 希望の党   | 元   | 26,901票  | 19.04% | 26.71% |            | ○    |
|      | 美見芳明 | 60   | 日本共産党 | 新   | 13,649票  | 9.66%  | 13.55% |            |      |

- 樽井は第42回は岡山3区、第43回・第44回は大阪16区で活動。

時の内閣：第2次安倍改造内閣 解散日：2014年11月21日 公示日：2014年12月2日
当日有権者数：27万5296人 最終投票率：50.90% （全国投票率：52.66%（6.66%））
| 当落 | 候補者名 | 年齢 | 所属党派   | 新旧 | 得票数    | 得票率 | 惜敗率 | 推薦・支持 | 重複 |
| ---- | -------- | ---- | ---------- | ---- | --------- | ------ | ------ | ---------- | ---- |
| 当   | 加藤勝信 | 59   | 自由民主党 | 前   | 105,969票 | 79.28% | ――     | 公明党推薦 | ○    |
|      | 美見芳明 | 57   | 日本共産党 | 新   | 27,693票  | 20.72% | 26.13% |            |      |

時の内閣：野田第3次改造内閣 解散日：2012年11月16日 公示日：2012年12月4日 （全国投票率：59.32%（9.96%））
| 当落 | 候補者名 | 年齢 | 所属党派   | 新旧 | 得票数    | 得票率 | 惜敗率 | 推薦・支持   | 重複 |
| ---- | -------- | ---- | ---------- | ---- | --------- | ------ | ------ | ------------ | ---- |
| 当   | 加藤勝信 | 57   | 自由民主党 | 前   | 101,117票 | 66.66% | ――     | 公明党推薦   | ○    |
|      | 花咲宏基 | 46   | 民主党     | 前   | 39,989票  | 26.36% | 39.55% | 国民新党推薦 | ○    |
|      | 古松健治 | 41   | 日本共産党 | 新   | 10,593票  | 6.98%  | 10.48% |              |      |

- 本来であれば村田が選挙区立候補の番であったが引退、加藤が連続立候補した。

時の内閣：麻生内閣 解散日：2009年7月21日 公示日：2009年8月18日 （全国投票率：69.28%（1.77%））
| 当落 | 候補者名 | 年齢 | 所属党派   | 新旧 | 得票数    | 得票率 | 惜敗率 | 推薦・支持 | 重複 |
| ---- | -------- | ---- | ---------- | ---- | --------- | ------ | ------ | ---------- | ---- |
| 当   | 加藤勝信 | 53   | 自由民主党 | 前   | 105,172票 | 53.09% | ――     |            | ○    |
| 比当 | 花咲宏基 | 43   | 民主党     | 新   | 89,895票  | 45.38% | 85.47% |            | ○    |
|      | 佐藤雅章 | 58   | 幸福実現党 | 新   | 3,038票   | 1.53%  | 2.89%  |            |      |

時の内閣：第2次小泉改造内閣 解散日：2005年8月8日 公示日：2005年8月30日 （全国投票率：67.51%（7.65%））
| 当落 | 候補者名 | 年齢 | 所属党派   | 新旧 | 得票数    | 得票率 | 惜敗率 | 推薦・支持 | 重複 |
| ---- | -------- | ---- | ---------- | ---- | --------- | ------ | ------ | ---------- | ---- |
| 当   | 村田吉隆 | 61   | 自由民主党 | 前   | 114,981票 | 59.55% | ――     |            | ○    |
|      | 花咲宏基 | 39   | 民主党     | 新   | 67,569票  | 35.00% | 58.77% |            | ○    |
|      | 堀良道   | 57   | 日本共産党 | 新   | 10,517票  | 5.45%  | 9.15%  |            |      |

時の内閣：第1次小泉第2次改造内閣 解散日：2003年10月10日 公示日：2003年10月28日 （全国投票率：59.86%（2.63%））
| 当落 | 候補者名 | 年齢 | 所属党派   | 新旧 | 得票数    | 得票率 | 惜敗率 | 推薦・支持 | 重複 |
| ---- | -------- | ---- | ---------- | ---- | --------- | ------ | ------ | ---------- | ---- |
| 当   | 村田吉隆 | 59   | 自由民主党 | 前   | 104,052票 | 57.03% | ――     |            | ○    |
|      | 秦知子   | 37   | 民主党     | 新   | 69,908票  | 38.32% | 67.19% |            | ○    |
|      | 木阪清   | 52   | 日本共産党 | 新   | 8,482票   | 4.65%  | 8.15%  |            |      |

- 秦知子は第21回参議院議員通常選挙に比例区から立候補し、落選するが、2011年に繰り上げ当選。

時の内閣：第1次森内閣 解散日：2000年6月2日 公示日：2000年6月13日 （全国投票率：62.49%（2.84%））
| 当落 | 候補者名 | 年齢 | 所属党派   | 新旧 | 得票数    | 得票率 | 惜敗率 | 推薦・支持 | 重複 |
| ---- | -------- | ---- | ---------- | ---- | --------- | ------ | ------ | ---------- | ---- |
| 当   | 村田吉隆 | 55   | 自由民主党 | 前   | 116,206票 | 62.37% | ――     |            | ○    |
|      | 秦知子   | 33   | 民主党     | 新   | 57,368票  | 30.79% | 49.37% |            | ○    |
|      | 国末吉夫 | 51   | 日本共産党 | 新   | 12,745票  | 6.84%  | 10.97% |            |      |

時の内閣：第1次橋本内閣 解散日：1996年9月27日 公示日：1996年10月8日 （全国投票率：59.65%（8.11%））
| 当落 | 候補者名 | 年齢 | 所属党派   | 新旧 | 得票数    | 得票率 | 惜敗率 | 推薦・支持 | 重複 |
| ---- | -------- | ---- | ---------- | ---- | --------- | ------ | ------ | ---------- | ---- |
| 当   | 村田吉隆 | 52   | 自由民主党 | 前   | 125,188票 | 66.81% | ――     |            | ○    |
|      | 木口京子 | 29   | 民主党     | 新   | 42,555票  | 22.71% | 33.99% |            | ○    |
|      | 斉藤玲子 | 43   | 日本共産党 | 新   | 12,344票  | 6.59%  | 9.86%  |            |      |
|      | 福田哲也 | 60   | 新社会党   | 新   | 7,296票   | 3.89%  | 5.83%  |            |      |

- 木口は2011年に県議会議員選挙（岡山市南区）に立候補し、当選。